# Крај (турска серија)
Крај (тур. Son) је турска телевизијска серија, снимана 2011. и 2012.
У Србији ће се ускоро емитовати на телевизији TDC.

## Синопсис
Ајлин је познати архитекта која је пуно привржена свој породици. Она је јединица, а њен отац је пензионисани војни генерал, док је њена мајка домаћица. Упознаје љубав свог живота Селима 1999. године на журци. Две године касније се венчају, а 2004. године добијају сина Омера. Селим је изгубио оба своја родитеља у саобраћајној несрећи, коју и дан данас покушава да преболи.
Халил који је такође архитекта, уједно је и Ајлинин партнер у заједничкој фирми за пројектовање. За разлику од Ајлин и Селима, Халил и његова жена Алев имају веома проблематичан и непријатан брак.
Једног дана, њихови животи се мењају из корена када се авион у коме је Селим био сруши. Иако сматран мртвим, Селим је заправо жив и отет. 
Ајлин не верује да је њен супруг мртав и креће у потрагу за њим, где ће сазнати многе ствари о људима који је окружују.....

## Улоге
| Глумац:              | Улога: |
| -------------------- | ------ |
| Јигит Озшенер        | Селим  |
| Нехир Ердоган        | Ајлин  |
| Еркан Џан            | Али    |
| Енгин Алтан Дузјатан | Халил  |
| Берак Тузунатач      | Алев   |